# Benedikt Rejt
Benedikt Rejt (aussi connu sous les noms de Benedikt Rieth ou Ried, ou Reyd, Benedict Reijt ou Beneš de Louny) a vécu de 1451 à 1534. C'est un architecte de renom de la Renaissance allemande vivant en Bohême (voir Allemands des Sudètes).

## Biographie
Benedikt Rejt a construit la salle Vladislav (1497-1500) du château de Prague, et l'église Saint-Nicolas de Louny (?-?), l'un des palais du château de Blatná et reconstruit les fortifications du château de Prague.
On lui doit également l'église Sainte-Barbe de Kutná Hora.